# タウマタファカタンギハンガコアウアウオタマテアポカイフェヌアキタナタフ

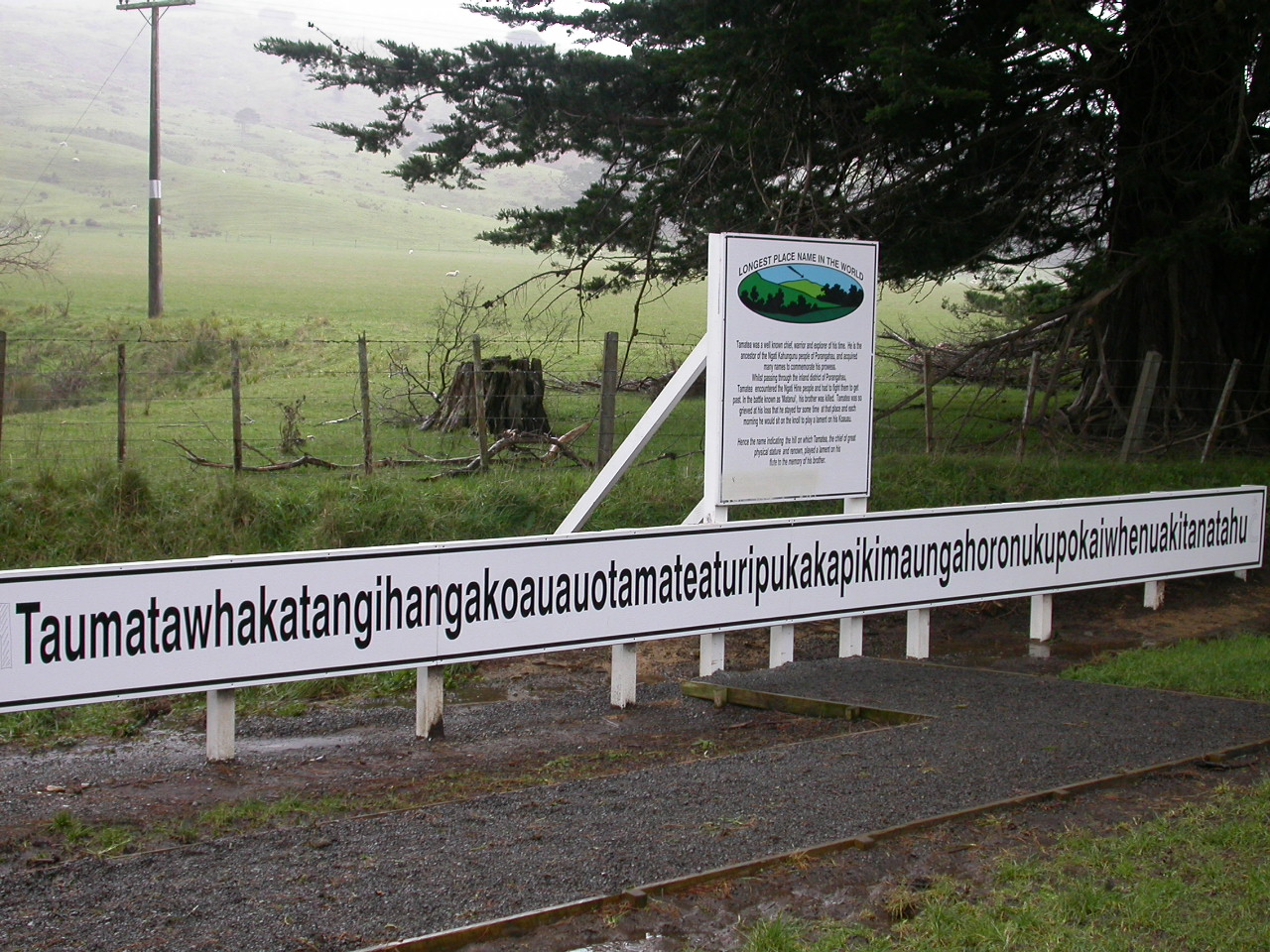
タウマタファカタンギハンガコアウアウオタマテアポカイフェヌアキタナタフ、2006年撮影

タウマタファカタンギハンガコアウアウオタマテアポカイフェヌアキタナタフ（マオリ語: Taumatawhakatangihangakoauauotamateapokaiwhenuakitanatahu）、またはタウマタファカタンギハンガコアウアウオタマテアトゥリプカカピキマウンガホロヌクポカイフェヌアキタナタフ（マオリ語: Taumatawhakatangihangakoauauotamateaturipukakapikimaungahoronukupokaiwhenuakitanatahu）は、ニュージーランド・ホークス・ベイ地方南部にあるマンガオラパ (Mangaorapa) の近くにある高さ305 mの丘の名である。会話等では「タウマタ」（Taumata）と略される。タウマタファカタンギハンガコアウアウオタマテアポカイフェヌアキタナタフの名は主に、公式の場で利用される名前である。
Tetaumatawhakatangihangakoauaotamateaurehaeaturipukapihimaungahoronukupokaiwhenuaakitanarahu という92文字の綴りで、世界一長い地名としてギネス世界記録に認定されている。
意味は「タマテアという、大きな膝を持ち、山々を登り、陸地を飲み込むように旅歩く男が、愛する者のために鼻笛を吹いた頂」である。